# Mária Bellová (lékařka)
Mária Bellová (10. listopad 1885, Liptovský Svätý Peter – 20. listopad 1973, Príbovce, Československo) byla slovenská lékařka, ftizeoložka, která se věnovala především léčbě dětské tuberkulózy. Je známa jako historicky první slovenská lékařka. Pracovala v Ústavu pro tuberkulózní děti v Dolním Smokovci (od roku 2004 Národní ústav dětské tuberkulózy a respiračních nemocí, Dolní Smokovec) jako lékařka a primářka.

## Životopis

### Mládí a studium
Narodila se jako páté ze sedmi dětí v rodině evangelického faráře Štefana Belly (1844 – 1909) a jeho manželky Jany, rozené Karlovské. Otec Štefan byl kulturně, publicisticky a literárně činný, své děti vychovával v národním duchu a umožnil jim studovat. Starší bratr Štefan Vladimír (1880 – 1952) se stal profesorem vodního stavitelství a patřil k předním evropským odborníkům v oblasti melioračních staveb. Bratr Igor absolvoval evangelickou teologii, sestra Olga pracovala jako učitelka, Želmíra byla poštovní úřednicí a Natália studovala na konzervatoři, ale zemřela před dokončením studia.
Mária Bellová měla od dětství zdravotní problémy, proto chodila do „lidové“ školy nepravidelně. Většinou se učila doma s otcem, který měl klasické vzdělání. Při čtení klasiků římské literatury (Ovidius, Horácius) často Mária pomáhala s vyhledáváním slovíček ve slovníku. Byla to bystrá dívka a po čase se s otcem učila latinu a řečtinu. Do měšťanské školy nastoupila v Liptovském Mikuláši, „kde byly děti pomaďaršťovány“. Mária byla přistižena, že mluví slovensky a otec, aby předešel konfliktům, ji přestěhoval ke starší sestře Eleně, která se provdala do slovenské vesničky Kovačica v Banátě (Vojvodina). Mária pokračovala ve studiu v Pančevu. Po třech letech se vrátila domů. Projevovala se jako pilná studentka a byla přijata, díky otcovu příteli, který byl ředitelem lycea, na evangelické lyceum v Banské Štiavnici. Dívky na lyceu studovat nemohly, proto byla Mária externí studentka a ve škole skládala pouze zkoušky. V roce 1905 složila úspěšně maturitu.
Od dětství byla konfrontována s bídou a nemocemi, které patřili k základním problémům obyvatel Liptova. Muži odcházeli za prací a ženy se staraly o děti, domácnost a pracovaly na poli, bylo třeba zajist obživu. Muži přinášeli ze svých cest peníze, ale také nakažlivé nemoci, především tuberkulózu. Na přelomu
20. století to byla nemoc, která vypovídala o sociálně ekonomickém postavení obyvatelstva v Rakousko-Uhersku. Mária chtěla pomáhat lidem a být lékařkou, ale přijetí na lékařskou fakultu nebylo pro ženu jednoduché. Otec si přál, aby studovala v Praze, ale bylo to složité řešení. Pro práci na Slovensku by si musela nostrifikovat diplom. Začala studovat na Lékařské fakultě univerzity v Budapešti, kde v roce 1905-1906 byla mimořádnou a další rok již řádnou posluchačkou. Při studiu se Mária zapojila do života slovenských studentů, angažovala se v „Slovenském spolku“, přednášela o emancipaci žen, o důležitosti vzdělání a zapojení žen do společenského života. Promovala 26. listopadu 1910. Jako první Slovenka získala titul lékařky všeobecného lékařství. V rámci praxe pracovala déle než rok na psychiatrickém oddělení nemocnice v Pécsi a krátce v Trenčíně, kde pracovala půl roku na chirurgii. V roce 1913 absolvovala roční praxi na interním oddělení v Berlíně, zde se zajímala o dětské lékařství a bakteriologii, Na krátkém studijním pobytu byla s kolegy v Paříži a v Bruselu.

### Lékařská kariéra

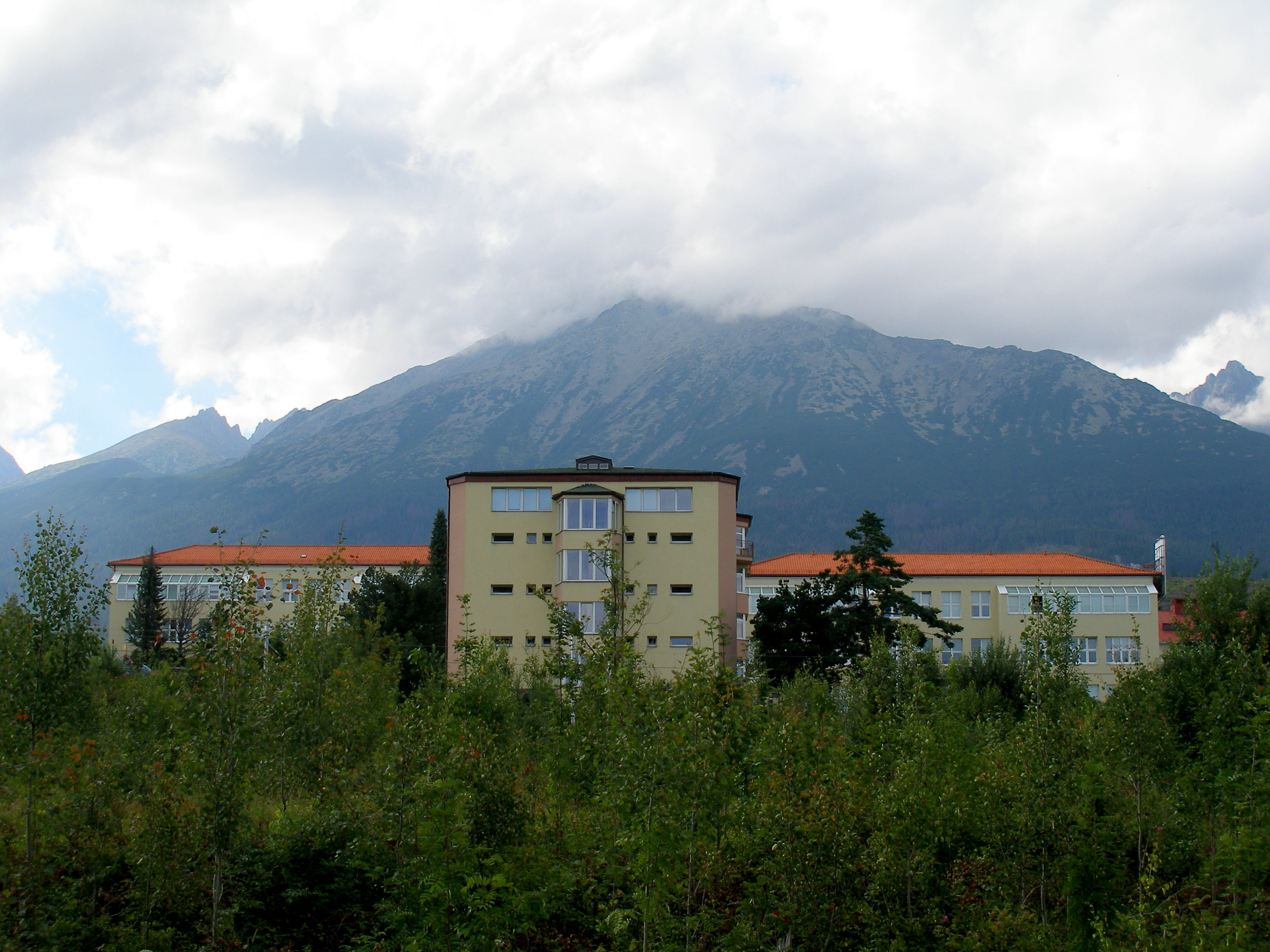
Léčebna TBC v Dolním Smokovci

V roce 1913 začala svoji lékařskou kariéru na chirurgickém oddělení nemocnice v Târgu Mureş v Sedmihradsku, tehdejší součásti Rakousko-Uherska. Setrvala zde jako vojenská lékařka během první světové války (1914– 918),
v letech 1918–1921 byla primářkou dětského oddělení.
Po ukončení první světové války se MUDr. Mária Bellová chtěla vrátit na Slovensko. Požádala o místo lékařky, ale přestože Československo v roce 1918 mělo nedostatek lékařských odborníků, MUDr. Bellová nebyla přijata. Díky dobrým kontaktům se spolužákem Josefem Uramem, primářem chirurgického oddělení v Košicích, který se za ni zaručil, byla v roce 1920 přijata do nemocnice v Košicích. V roce 1925 se jí zhoršil zdravotní stav, trpěla chronickým onemocněním plic a proto využila šanci pracovat ve Šrobárově dětském léčebném ústavu TBC v Dolním Smokovci, kde působila až do roku 1957 jako lékařka, později jako primářka. Věnovala se léčení dětské tuberkulózy.

### Lékařkou celý život
Mária Bellová neměla vlastní rodinu, celý život věnovala práci. Ráda chodila na dlouhé procházky do přírody. Ve volném čase rada četla, především ruskou literaturu. Až do vysokého věku se vzdělávala, do důchodu odešla v roce 1957. Žila u příbuzných na Moravě a také u synovce, evangelického faráře Jána Chaloupky v Príbovcích. Zemřela v roce 1973, deset dní po dovršení 88. narozenin. Byla pohřbena v Príbovcích. Až po 29. letech byla urna s ostatky MUDr. Márie Bellové převezena a slavnostně uložena na Martinském národním hřbitově.

### Odkaz a ocenění Márie Bellové
Jako lékařka, ftizeoložka zkoumala nové dietetické a hygienické metody léčení TBC, přispěla k rozvoji lékařské vědy na Slovensku. Zajímala se o využití léčivých bylin při léčbě TBC kůže. Svými přednáškami a odbornými besedami patřila mezi průkopníky, popularizující zdravotní výchovu na Slovensku. Svůj život věnovala službě nemocným, především dětem. Podílela se také na výchově a vzdělávání zdravotnického personálu a osvětové činnosti (organizovala přednášky o prevenci TBC, ochraně dětí v rizikovém prostředí apod.). Byla přední československou odbornicí na tuberkulózu, ale nikdy odborně nepublikovala. Byla inspirací pro mnohé ženy, následovala ji například její praneteř, která se stala lékařkou.
MUDr. Mária Bellová byla za svoji práci v roce 1918 oceněna vyznamenáním „Pro patria et humanitatis“, v roce 1955 získala Řád práce.
V roce 1965 v 80. letech dostala „Zlatý diplom“ lékařské fakulty budapešťské univerzity.